# Roncobello
Roncobello là một đô thị ở tỉnh Bergamo trong vùng Lombardia của nước Ý, có vị trí cách khoảng 70 km về phía đông bắc của Milano và khoảng 30 km về phía bắc của Bergamo. Tại thời điểm ngày 31 tháng 12 năm 2004, đô thị này có dân số 481 người và diện tích là 25.5 km².
Đô thị Roncobello có các frazioni (đơn vị cấp dưới, chủ yếu là các làng) Baresi, Bordogna, và Capovalle.
Roncobello giáp các đô thị: Ardesio, Branzi, Dossena, Isola di Fondra, Lenna, Moio de' Calvi, Oltre il Colle, Serina.